# Shari Lapena
Shari Lapena (*1960) je kanadská spisovatelka, která nyní žije v Torontu v Kanadě. Než se začala věnovat psaní na plný úvazek, pracovala jako právnička a učitelka angličtiny. Debutovala knihou Manželé odvedle. Věnuje se psaní psychothrillerů.

## Dílo
- Manželé odvedle. Přeložila Jana Kunová. Praha: Knižní klub, 2017. ISBN 978-80-242-5724-2.
- Někdo cizí v domě. Přeložila Jana Kunová. Praha: Knižní klub, 2018. ISBN 978-80-242-5997-0.
- Nevítaný host. Přeložila Jana Kunová. Praha: Knižní klub, 2019. ISBN 978-80-7617-686-7.
- Co jste to provedli?. Přeložila Naďa Špetláková. Praha: Kalibr, 2025. ISBN 978-80-284-0910-4.[3]